# Динамо
Вижте пояснителната страница за други значения на Динамо.
Динамото е първият електрически генератор, способен да произвежда електрическа енергия за индустриални нужди. Динамото използва принципите на електромагнетизма, за да преобразува механичното въртене в променлив електрически ток. Първото динамо, основаващо се на Фарадеевите принципи, е построено през 1832 г. от Хиполит Пиксии, френски производител на инструменти. То използвало постоянен магнит, въртян от манивела, въртящият магнит е така разположен, че неговият северен и южен полюси да минават до парче желязо обвито с проводник. Пиксии открива, че въртящият се магнит произвежда токов импулс в проводника, всеки път когато полюс минава покрай намотката. Южният и северният полюс на магнита индуктират токове с противоположни посоки. Чрез комутатор / колектор, динамото преобразува променливия ток в постоянен. Всеки постояннотоков колекторен електродвигател (от битова техника) с постоянни магнити се явява динамо.
В разговорния език 'динамо' може да бъде наричан ръчно задвижван генератор, генератор за постоянен ток, динамо на велосипед, алтернаторът на автомобилите.